# Nils Breitholtz
Nils Axel Einar Breitholtz, född 2 juni 1891 i Stockholm, död 30 juni 1977 i Norrköping, var en svensk teckningslärare, målare, tecknare och träsnittare. 
Han var son till fabrikören Evald Breitholtz och Gustafva Adolfina Carling samt från 1920 gift med Elsa Wilhelmina Finnberg. Breitholtz studerade vid Högre konstindustriella skolan och vid Althins målarskola i Stockholm. Separat ställde han ut i Gävle 1918 och han medverkade i samlingsutställningar med Gävleborgs läns konstförening i Hudiksvall och Gävle 1925–1935.
Bland hans offentliga arbeten märks en dansfris på Grand Hotell i Gävle. Hans konst består av stilleben, porträtt, djurmotiv och landskapsmotiv utförda i olja, akvarell, gouache, träsnitt och kolteckningar. Som illustratör illustrerade han  Elna Ekman och Elin Lindelöfs Dagövningar i gymnastik för folkskolan 1947 samt ett flertal arbeten för teckningsundervisningen. Vid sidan av sitt eget skapande var han verksam som teckningslärare och rektor vid Konstfackskolans teckningslärarinstitut 1938–1955. Han signerade sina arbeten med Bezeta. Nils Breitholtz skrev även boken Barnens bildvärld. Idéer och motiv (Svensk läraretidnings förlag, Örebro 1962).